# Wappen Dschibutis
Das Wappen Dschibutis, einer Republik in Ostafrika, wurde nach dem Erlangen der Unabhängigkeit am 25. Juni 1977 eingeführt.

## Beschreibung
Das Staatswappen wird an den Seiten begrenzt durch Lorbeerzweige.
Innerhalb dieser Begrenzung befindet sich ein aufrechter Speer, vor dem sich ein Schild befindet und dessen Spitze zu einem roten Stern zeigt.
Unterhalb des Schildes ragen zwei Hände aus dem Speer heraus, die beide ein großes Messer senkrecht halten.

## Symbolik

Flagge Dschibutis

Speer und Schild sind die traditionellen Waffen für die Verteidigung der Heimat, für die die beiden Volksstämme der Afars und der Issas einstehen. Dies wird auch durch die beiden messerhaltenden Arme ausgedrückt.
Der Stern steht für Unabhängigkeit und Einheit. Er ist der Flagge Dschibutis entnommen und steht für den Staat.
Die zwei Lorbeerzweige versinnbildlichen die Einheit und den Sieg.